# Nemia angulata
Nemia angulata är en insektsart som först beskrevs av John Obadiah Westwood 1836.  Nemia angulata ingår i släktet Nemia och familjen Nemopteridae. Inga underarter finns listade i Catalogue of Life.